# Enock Nilson
Enock Ferdinand Nilson, född 24 december 1898 i Halmstad, död 8 februari 1953 i Jönköping, var en svensk militärmusiker.
Nilsson avlade militär musikdirektörexamen vid Musikkonservatoriet, studerade musik även i Tyskland och blev musikdirektör vid Smålands arméartilleriregemente 1927. Med regementets musikkår företog han ett flertal turnéer i förutom Sverige bland annat Norge och Lettland. Han var dirigent för Jönköpings orkesterförening från 1928 samt för Nässjö orkesterförening från 1939. Han gästdirigerade i bland annat Göteborgs orkesterförening och Radioorkestern. Bland hans kompositioner märks orkesterverk, solosånger samt sånger för blandad kör och manskör. Han invaldes som associé av Kungliga Musikaliska Akademien 1946.